# Вангдуе Пходранг
Вангдуе Пходранг (на дзонгкха: དབང་འདུས་ཕོ་བྲང་རྫོང་ཁག) е един от 20-те окръга на Бутан. Населението му е 42 186 жители (по преброяване от май 2017 г.), а площта 3977 кв. км. Намира се в часова зона UTC+6. ISO 3166 – 2 кодът му е BT-24.